# Николаев, Кирилл Николаевич
Кирилл Николаевич Николаев (04.02.1907 — 05.08.2005) — звеньевой полеводческой бригады колхоза «Дружба» Урмарского района Чувашской АССР.

## Биография
Родился в крестьянской семье. Окончил сельскую школу.
С 1938 года работал на мясокомбинате в городе Канаши, затем в Алатырском райтрансоргбите Казанской железной дороги, бухгалтером на Канашском вагонно-ремонтном заводе.
В 1947 году вернулся в родную деревню, трудился рядовым колхозником, затем звеньевым полеводческой бригады. В 1949 году обеспечил получение высокого урожая ржи — по 31,1 центнера с гектара.
Указом Президиума Верховного Совета СССР от 13 июля 1950 года за исключительные заслуги перед государством выразившийся в обеспечении получения в 1949 году высокого урожая ржи Николаеву Кириллу Николаевичу присвоено звание Героя Социалистического Труда с вручением ордена Ленина и золотой медали «Серп и Молот».
В последующие годы в Уфимском строительном управлении, весовщиком на Юдинском отделение Казанской железной дороги. В разные периоды времени — 1956—1957, 1962—1966, 1967—1974 годы — и последние годы до выхода на пенсию в 1979 году работал в родном колхозе «Дружба» на различных должностях.
Жил в деревне Чубаево Урмарского района. Являлся долгожителем среди мужчин в районе. Скончался 5 августа 2005 года, на 99-м году жизни. Похоронен на кладбище деревни Чубаево.

## Награждён
- двумя орденами Ленина и медалями.